# Joan de Tessalònica el Jove
Joan de Tessalònica el Jove fou arquebisbe de Tessalònica al segle ix o X.
Combéfis va publicar un discurs de Joan de Tessalònica amb el nom de Αἱ τοῦ ἀθλοφόρου Δημητρίου ἐν μερικῖ διηγήσει Θαυματουργίαι, Triumphalis Martyris Demetrü sigillatim nurrata Miracula, o ?μνος εἰς Θεὸν καὶ εἰς τὸν πανένδοξον ἀθλοφόρον Δημήτριυν ἐν μερικῆ διηγήσει τῶν αὐτοῦ Δαυμάτων, Hymnus ad Deum et ad gloriosum Demetrium cum particulari narratione miraculorum ejus.
Combéfis confon aquest arquebisbe amb Joan de Tessalònica el Vell que va viure al segle vii, però de la seva mateixa obra es dedueix que va viure al regne de Lleó VI el Filòsof, i parla de la captura "molts anys abans" de la ciutat en el regnat de Lleó, segurament referida a la conquesta de Tessalònica pels musulmans de Trípoli el 904.